# サラシアマルメロ
サラシアマルメロ（英:Salacia oblonga）は、インドとスリランカに自生する巻きつき型のつる植物である。伝統的な処方として、糖尿病の治療に利用されてきた。糖尿病の治療に有効性を示す研究もある。サラシアマルメロの抽出物の有効性は、糖尿病に対する現代の処方薬と同様のものである。Salacia oblongaは、マルトースをグルコースに分解するα-グルコシダーゼの阻害作用を有する。